# あの夏のバイク
「あの夏のバイク」（あのなつのバイク）は、国生さゆりの4枚目のシングル。1986年12月3日発売。発売元はCBS・ソニー。

## 制作背景
『夕やけニャンニャン』の企画及び自身のビデオ作品『HELLO!アメリカ』（1986年12月12日発売、堤幸彦監督）、写真集「EAGLE」（1986年12月14日発売、扶桑社）の撮影・制作のため、国生は同年10月にニューヨークからロサンゼルスまでアメリカ大陸をバイクで横断した。その際に撮影されたビデオ映像や写真、国生の感動や感想の言葉をもとにイメージを膨らませ秋元康が作詞をして制作された楽曲。
翌1987年2月1日に発売の2ndアルバム『BALANCE OF HEART』では、CDのみのボーナス・トラックとしてシングル・バージョンとはアレンジの異なるバンド・バージョンを追加収録。アメリカンロックを意識した仕上がりになっている。

## チャート成績
オリコンチャート1位を獲得した。

## ディスクジャケット
ニューヨーク、世界貿易センタービルをバックに撮影されたものを使用している。

## メディアでの披露
『ザ・ベストテン』（TBS）1986年12月18日付で第9位にランクインしたが、当時おニャン子クラブ関連の楽曲は『夕やけニャンニャン』（フジテレビ）制作スタッフの意向で出演辞退の方針であったため、国生も出演していない（この曲が最後のランクインとなった）。

## 収録曲
全作詞：秋元康、編曲：佐藤準

### 7インチ・レコード

#### SIDE A
1. あの夏のバイク
作曲：後藤次利

#### SIDE B
1. 夜明けまで"Happy Birthday!"
作曲：和泉一弥

### シングルカセット

#### SIDE A
1. あの夏のバイク（歌入り）
2. あの夏のバイク（カラオケ）

#### SIDE B
1. 夜明けまで"Happy Birthday!"（歌入り）
2. 夜明けまで"Happy Birthday!"（カラオケ）

## 収録作品
- BALANCE OF HEART

セカンド・アルバム。『あの夏のバイク』は“シングル・バージョン”の他に“バンド・バージョン”を収録。ファーストコンサートでバックを務めたバンドメンバーが演奏に参加している。
- GOLDEN☆BEST 国生さゆり SINGLES
- ゴールデン☆アイドル デラックス　国生さゆり

あの夏のバイク
- TRANSIT
- 国生さゆり ベスト・コレクション
- おニャン子クラブ A面コレクション Vol.3
- イニシエーション･ラブ -あの頃カーステから流れていた80'S BEST HITS-

2015年公開の日本映画『イニシエーション・ラブ』のコンピレーション・アルバムに収録。なお、本映画を監督した堤幸彦は、国生ビデオ作品『HELLO!アメリカ』と同時に『あの夏のバイク』のPVも撮影・監督をしている。
夜明けまで"Happy Birthday!"
- おニャン子クラブ B面コレクション Vol.3